# Moby Dick (banda)
Moby Dick es una destacada banda de música pop serbia. Lleva el nombre de la conocida novela Moby Dick de Herman Melville.
Moby Dick se formó en 1992, inicialmente como una banda de seis miembros. Lanzaron su primer álbum Kreni en 1993. En 1994, Ana Stanić se unió a la banda como vocalista femenina. La banda se transformó en un dúo cuando los otros miembros de la formación inicial se fueron. El segundo álbum, Moby Dick, fue lanzado ese año y fue un gran éxito, vendiendo más de 200.000 copias. Incluyó éxitos como Nema nas vise, Brate prijatelju, Zar nije te stid, Bacila si čini y el controvertido Kralj Kokaina, que fue prohibido en algunas estaciones de radio y televisión. La banda realizó numerosas giras durante este período, que culminó con un concierto con entradas agotadas en el Sava Center de Belgrado.
En 1997 lanzan su tercer álbum, Nostalgija, que incluía éxitos como Nostalgija, Ubio sam čoveka zbog tebe y Padrino. En 1998, Ana Stanić se fue y fue reemplazada por Aleksandra Perović. Lanzaron dos álbumes, IV en 2000 y Hotelska soba en 2001. Después de su último álbum, Srđan decidió seguir su carrera como gerente de estudio y productor, mientras que Aleksandra comenzó su carrera en solitario. Recientemente ha lanzado su primer álbum en solitario. Todavía no está claro si grabará en futuros álbumes de Moby Dick.

## Discografía
Álbumes
- Kreni! (1994)
- Moby-Dick (1995)
- Nostalgija (1997)
- IV (1998)
- Hotelska soba (2001)